# 顧駉
顾（?—?），字牧园，号木原，又号沙苑，江苏如皋县人。清朝官员、诗人。

## 生平
乾隆二十五年（1760年）举人，乾隆二十六年（1761年）联捷进士，授广西平南县知县，丁忧归里。服阙，补湖北麻城县知县。历署郧阳府、安陆府知府，积案一空。
工诗文、书法。“文园六子”之一。

## 家族
子金城，巡检；金垣，训导。